# Linkeck
Linkeck war eine antiautoritäre deutschsprachige Zeitschrift. Sie erschien erstmals 1968 in Berlin und wurde von der in der Bülowstraße 17 beheimateten Kommune „Linkeck“ herausgegeben, die sich als anarchistisch verstand. Linkeck gilt als linksradikale „Untergrundzeitschrift“ im Kontext der Studentenbewegung am Ende der 1960er Jahre.
Die Nummern 1 bis 6 wurden wegen diverser Delikte beschlagnahmt, die Herausgeber verschiedentlich wegen Beleidigung, Verbreitung „unzüchtiger Schriften“, Aufruf zu Gewalttaten und Verstoß gegen das Warenzeichengesetz verklagt. Das sogenannte Trockenpisser-Gerichtsverfahren war Folge einer der Publikationen. 1970 wurde Linkeck nach Erscheinen der Nr. 10 von den Herausgebern eingestellt, nachdem sich die Kommune aufgelöst hatte. Die Publikation von Linkeck, an der die Kommune-Mitglieder Bernd und Karin Kramer, Bernhard Fleischer, Hartmut Sander, Lothar und Lisa Binger beteiligt waren, ist ein Vorläuferprojekt des Karin Kramer Verlages, in dem 1987 ein vollständiger Nachdruck der Zeitschrift erschien.